# Hans Wilhelm von Gemmingen
Hans Wilhelm von Gemmingen (* 26. März 1573; † 19. September 1615) war Grundherr in Treschklingen und Michelfeld.

## Leben
Er war einer der Söhne des Reinhard von Gemmingen (1532–1598) und studierte ab 1586 in Tübingen. Bei der Erbteilung 1599 zwischen ihm und seinen Brüdern Eberhard (1567–1611) und Reinhard dem Gelehrten (1576–1635) erhielt er Treschklingen und den Lauterbacher Hof, außerdem Gülten und Zehntrechte in Sulzfeld, Kirchardt und Schwaigern.

## Familie
Hans Wilhelm von Gemmingen war in erster Ehe ab 2. Februar 1600 mit Martha Zuckmantelin von Brumat (1582–1611) und in zweiter Ehe ab 1612 mit Anastasia von Degenfeld, einer Tochter von Johann Christoph I. von Degenfeld, verheiratet. Er und seine erste Ehefrau wurden in der Treschklinger Kirche begraben, in der ihre Grabsteine bis heute erhalten sind. Die Grabrede für Martha erschien 1611 gedruckt in Tübingen und umfasst 64 Seiten, nebst einer 14-seitigen Segnung und einer 18-seitigen Vorrede. Seine zweite Frau Anastasia heiratete nach seinem Tod den entfernten Verwandten Dietrich von Gemmingen (1584–1659). Da seinen Ehen nur zwei Töchter entstammten, fiel sein Besitz in Treschklingen nach seinem Tod an seinen Bruder Reinhard den Gelehrten.
Nachkommen:
- Maria Felicitas (1603–1671) ⚭ Bernhard von Neipperg, Christoph von Croneck, Johann Dietrich von Zyllnhardt
- Helena Elisabeth († 1645) ⚭ Georg Philipp von Helmstatt, Karl Friedrich von Helmstatt